# Marc Rich
Marc Rich (* 18. Dezember 1934 in Antwerpen als Marcell David Reich; † 26. Juni 2013 in Luzern) war ein spanisch-israelischer international tätiger Immobilien- und Finanzinvestor und einer der erfolgreichsten und umstrittensten Rohstoffhändler weltweit.

## Leben

### Jugend und Flucht in die USA
Marc Richs Eltern waren deutschsprachige Juden. Die Mutter Paula stammte aus Saarbrücken, der Vater David ursprünglich aus dem Schtetl von Przemyśl in Polen und ging später nach Frankfurt am Main. Dort handelte Vater David mit allem Beweglichen von Altmetall bis Schuhen. Nach der Machtergreifung der Nationalsozialisten flohen seine Eltern aus Frankfurt nach Belgien, wo Rich als Marcell David Reich im Dezember 1934 in Antwerpen zur Welt kam. Die Familie Reich floh vor der Wehrmacht noch vor der vollständigen Besetzung Belgiens mit einem Pkw nach Frankreich und dann ins bis zum 11. November 1942 unbesetzte Vichy-Frankreich. Ein Jahr später gelang es der Familie, in letzter Minute ohne Geld auf einem Frachtschiff von Marseille nach Marokko zu entkommen. Schließlich kamen sie mit dem Frachter Monviso in die USA. In New York wohnte die Familie, von der zu dieser Zeit niemand Englisch sprechen konnte, die erste Zeit bei Verwandten. Danach zog sie zuerst nach Philadelphia, dann weiter nach Kansas City und schließlich zurück nach New York in den Stadtteil Queens, wo viele jüdische Immigranten lebten. 1945 erhielten die Reichs die amerikanische Staatsbürgerschaft und änderten ihren Namen zu Rich.
Bevor sich die Familie niederließ, ging der junge Marc auf der Primar- und Sekundarstufe fast jedes Jahr in eine andere Schule. In Queens hielt sich Marc oft im Geschäft seines Vaters auf und arbeitete dort mit. Der Vater handelte mit Schmuck, Autoersatzteilen und Tabak. Mit Jutesäcken, welche die US Army während des Koreakriegs (1950–1953) dringend für Sandsäcke brauchte, brachte er es zu einem gewissen Wohlstand.
Marc Rich ging in Manhattan zur privaten Rhodes School (High School) und studierte von 1952 an zwei Semester Marketing an der New York University.

### Beruflicher Werdegang
Er begann 1954 beim Rohstoffunternehmen Philipp Brothers, dem damals weltgrößten Rohstoffhändler, der von einer Gruppe deutsch-jüdischer Emigranten um Ludwig Jesselson geführt wurde, als Lehrling. 1964 bis 1974 arbeitete er als Manager der Philipp-Brothers-Büros in Spanien. Zu Beginn der 1970er Jahre schuf er den heutigen Handel für Rohöl (Spotmarkt).
Rich gründete 1974 mit einigen seiner Weggefährten, darunter auch Pincus Green, ein eigenes Rohstoffunternehmen, die „Marc Rich + Co AG“ mit Hauptsitz im schweizerischen Zug. Diese Firma wurde über die nächsten Jahrzehnte zu einem der bekanntesten und erfolgreichsten Unternehmen der Branche. Sie wurde 1979 in „Marc Rich + Co Holding AG“ umbenannt. 1993 verkaufte Rich den Tradingbereich der Marc Rich + Co Holding AG an die Manager. Daraus entstand das Unternehmen Glencore. 1996 gründete Marc Rich die „Marc Rich + Co Investment AG“, eine kleine Rohwarenhandelsgruppe. 1997 wurde die „Marc Rich + Co Holding AG“ in die „Marc Rich + Co Holding GmbH“ umgewandelt, über deren Anteile an der „Marc Rich + Co Investment“ im Jahr 2001 Verhandlungen mit der zur russischen Alfa-Gruppe gehörende „Crown Resources“ liefen, es aber laut Unternehmens-Website nicht zum Verkauf kam. 2003 wurde das Aktienkapital der „Marc Rich + Co Investment AG“ wegen einer Unterbilanz herabgesetzt. Seit 1. Juli 2011 firmiert sie unter „MRI Trading AG“, daneben besteht noch die „Marc Rich Real Estate GmbH“.
Seine Zeit bei Philipp Brothers bot Rich die Gelegenheit, Beziehungen zu verschiedenen diktatorischen Regimen und mit Embargos belegten Nationen aufzubauen. Rich erzählte später dem Biographen Daniel Ammann, dass er seine „wichtigsten und profitabelsten“ Geschäfte durch die Verletzung internationaler Handelsembargos und Geschäfte mit dem Apartheidsregime Südafrikas getätigt hatte. Zu den Kunden, die er bediente, zählte unter anderem Fidel Castros Kuba, das marxistische Angola, die nicaraguanischen Sandinisten, Muammar Gaddafis Libyen, Nicolae Ceaușescus Rumänien und Augusto Pinochets Chile. Laut Ammann bereute Rich „überhaupt nichts...“ Er pflegte zu sagen: „Ich erbringe eine Dienstleistung. Leute wollen mir Öl verkaufen, und andere wollen Öl von mir kaufen. Ich bin ein Geschäftsmann, kein Politiker.“
Indem er trotz des internationalen Embargos den Handel des Apartheid-Regimes in Südafrika mitfinanzierte und förderte (unter anderem lieferten seine Firmen 15 % aller Ölfrachten zwischen 1979 und 1993 und 50 Tankerladungen zwischen Februar 1982 und November 1986), hielt er es an der Macht. Die Öllieferungen werden auf mindestens 400 Millionen Barrel geschätzt, der Profit für Richs Firmen auf zwei Milliarden Dollar. Nachdem sich die Konkurrenzfirma Phibro-Salomon 1985 nach Ausrufung des Ausnahmezustands und der Rubikon-Rede Bothas aus dem Südafrika-Geschäft zurückgezogen hatte, übernahm Rich den Export für die südafrikanische Black Mountain, eine der größten Bleiminen der Welt.
Richs Firmen waren auch jahrelang der bedeutendste Rohöllieferant für Israel mit einem Anteil von bis zu 60–90 % des Bedarfs (im langjährigen Schnitt über 20 %). Beschafft wurde das Öl im Iran – auch während die USA wegen der Geiselnahme in der Teheraner Botschaft (1979–1981) ein Importverbot und die EU-Außenminister Sanktionen verhängt hatten. Rich nutzte seine besondere Beziehung zu Ayatollah Khomeini, dem Führer der iranischen Revolution von 1979, um die besagten Ölgeschäfte abzuwickeln. Der Iran sollte für mehr als 15 Jahre zum wichtigsten Rohöllieferanten von Rich werden. Der Verkauf an Israel fand über eine geheime Pipeline statt. Ebenfalls aufgrund seiner guten Beziehungen zum Iran und zu Ayatollah Khomeini verhalf Rich den Agenten des Mossad zu Kontakten im Iran.
Seine Immobiliengesellschaft, Marc Rich Real Estate GmbH, war an großen Bauträgerprojekten unter anderem in Prag und der Tschechischen Republik beteiligt. Im Jahr 1981 kaufte Rich gemeinsam mit Marvin Davis 20th Century Fox. Sein Vermögen, einschließlich seiner Beteiligung an 20th Century Fox, wurde während er in der Schweiz lebte aufgrund der Anklage gegen Rich wegen Verletzung der US-Handelssanktionen wegen seiner Geschäfte mit dem Iran eingefroren. Davis wurde von den Behörden die Erlaubnis erteilt Richs Beteiligungen zu kaufen. Daraufhin verkaufte er diese im März 1984 für 232 Millionen USD an Rupert Murdoch.
Im Mai 2007 erhielt Marc Rich einen Ehrendoktortitel der Bar-Ilan-Universität in Ramat Gan. Die zweitgrößte israelische Universität begründete die Verleihung mit Marc Richs jahrzehntelangem finanziellen Engagement für die medizinische Forschung zur Bekämpfung der Leukämie und den Projekten seiner Stiftungen zur Völkerverständigung. Einen Preis für soziales Engagement erhielt Rich als Gründer der Rich-Stiftungen (Sheba Humanitarian Award 2008).
Er war von 1966 bis 1996 mit der Liedtexterin Denise Eisenberg Rich verheiratet und hat mit ihr drei Töchter (Ilona Schachter-Rich (* 1967); Gabrielle Rich Aouad (1969–1996); Danielle Kilstock Rich (* 1975)). Nach seiner Trennung von seiner ersten Ehefrau Denise heiratete er 1996 die verwitwete Münchnerin Gisela Rossi, von der er sich 2005 wieder scheiden ließ. Sie brachte zwei Söhne in die Ehe mit.
Sein Vermögen wurde 2012 vom Schweizer Wirtschaftsmagazin Bilanz auf 850 Millionen Schweizer Franken (ca. 700 Millionen Euro) geschätzt.
Rich wohnte zuletzt im Meggen (Luzern). Er verstarb am 26. Juni 2013 nach einem Schlaganfall im Alter von 78 Jahren in einem Luzerner Spital. Einen Tag später wurde er in der Nähe von Tel Aviv in Israel beerdigt.

### Anklage und Begnadigung
Marc Rich und andere Händler wurden 1983 der Steuerhinterziehung, Falschaussage, Handel mit Iran und umstrittenen RICOs (Racketeer Influenced and Corrupt Organisations, Trading with the Enemy Act) durch Staatsanwalt Rudy Giuliani, den späteren Bürgermeister von New York, beschuldigt und angeklagt. Giuliani bezeichnete Rich als „den größten Steuerbetrüger in der Geschichte der USA“. Die Anklage hätte zu einer Gefängnisstrafe von mehr als 300 Jahren geführt, wenn Rich in allen Anklagepunkten verurteilt worden wäre. Ein Prozess kam allerdings nie zustande, da sich Marc Rich bereits einige Monate vor der Anklageerhebung nach Zug abgesetzt hatte, wo seine Firma seit 1974 ansässig war, bereits im September 1982 auf die amerikanische Nationalität verzichtet hatte und sich in Spanien einbürgern ließ, wo er zehn Jahre lang gelebt hatte. Des Weiteren war er Staatsbürger Israels. Rich machte einen ehemaligen Mossad-Agenten zu seinem Sicherheitsberater; dieser war zeichnungsberechtigtes Mitglied im Stiftungsrat der Marc Rich Foundation. Eine gegen seine Schweizer Unternehmung gerichtete Aktenherausgabeverfügung der amerikanischen Behörden bezeichnete der Schweizer Bundesrat 1985 als verbotenen wirtschaftlichen Nachrichtendienst und völkerrechtswidrig. Nachdem die Firma bereits 200.000 Dokumente an die USA ausgeliefert hatte, wurden die noch vorhandenen Akten durch die Bundespolizei beschlagnahmt und die USA auf den Rechtsweg verwiesen. Eine 1985 geplante Entführung von Marc Rich in die USA scheiterte mit der Ausweisung von zwei Amerikanern. Ein von der Schweiz gewünschtes Memorandum of Understanding, welches die USA verpflichtete, sich an den Rechtsweg zu halten, kam erst zustande, als Bundesrätin Elisabeth Kopp persönlich nach Washington reiste. Richs Unternehmen bekannten sich schließlich in 35 Fällen der Steuerhinterziehung für schuldig und zahlten 90 Millionen USD Strafe. Rich stand jahrelang auf der Liste der „Most Wanted“ des FBI. Aus Angst vor einer Verhaftung kehrte er nicht einmal in die Vereinigten Staaten zurück, um 1996 an der Beerdigung seiner Tochter teilzunehmen.
Am 20. Januar 2001 erhielt Marc Rich die wohl bekannteste der 140 Begnadigungen, die Präsident Clinton an seinem letzten Amtstag aussprach. Rich hatte vorher Bedenken geäußert, ob das Gnadengesuch seines Geschäftspartners Green nicht sein eigenes negativ beeinflussen könnte. Unter anderem Schimon Peres und Ehud Barak hatten sich persönlich für Rich eingesetzt. Ehud Olmert, ein weiterer Fürsprecher, hatte acht Jahre zuvor von Rich eine für israelische Verhältnisse großzügige Spende für seinen Bürgermeisterwahlkampf erhalten. Mit Clintons Gnadenerlass wurde die Anklage gegen Rich aufgehoben. Weil Richs frühere Frau und Mutter seiner drei Kinder während der Amtszeit Clintons umfangreiche Spenden an die Demokratische Partei geleistet hatte (450.000 Dollar für die Clinton Library), wurde vielfach behauptet, die Amnestie sei erkauft worden. Präsident Clinton erklärte jedoch, dass die Entscheidung aufgrund der Faktenlage erfolgt sei und weil ähnliche Anklagen auf zivilem Weg prozessiert worden seien. Das FBI veröffentlichte am 1. November 2016 einen 129-seitigen Bericht über die Untersuchung aus dem Jahr 2001 auf seiner Webseite. Dies führte wegen des Zeitpunkts der Veröffentlichung kurz vor der Präsidentschaftswahl am 8. November, in der Clintons Ehefrau Hillary Clinton als Kandidaten der Demokraten antrat, zu Kritik. Das FBI erklärte, dass es entsprechend den gesetzlichen Bestimmungen automatisch veröffentlicht wurde, nachdem die Dokumente dreimal angefragt wurden.

## Paradise Papers
Am 5. November 2017 enthüllten die Paradise Papers, dass die Offshore-Anwaltskanzlei Appleby in der Vergangenheit für Rich und Glencore an großen Projekten gearbeitet hatte, auch nach seiner Anklage im Jahr 1983.

## Vermächtnis
Glencore International AG war ein Unternehmensnachfolger der Marc Rich + Co AG. Ende 1993 verlor Rich die Kontrolle über das Unternehmen, als ein gescheiterter Versuch, den Zink-Weltmarkt zu drücken, dazu führte, dass einige Teilhaber darauf bestanden, dass er seine Mehrheitsbeteiligung aufgab. Nach einem Management-Buy-out wurde Marc Rich + Co in Glencore umbenannt. Ivan Glasenberg wurde 2002 zum Vorstandsvorsitzenden ernannt. Glencore fusionierte 2013 mit Xstrata zu Glencore Xstrata mit Sitz in Baar, Schweiz. Bis zum Börsengang 2011 von Glencore und der Fusion von Glencore/Xstrata im Jahr 2013 wurde Glencore als private Partnerschaft geführt.
Trafigura Beheer BV mit Sitz in den Niederlanden ist ein weiteres Nachfolgeunternehmen, das jedoch nie im Besitz von Rich war oder direkt von Rich geleitet wurde. Es wurde im März 1993 gegründet, wobei der Name von einem bestehenden, in Amsterdam eingetragenen Unternehmen erworben wurde. Ihre Gründungspartner waren neben Claude Dauphine die ehemaligen Spitzenkräfte von Marc Rich. Die Trafigura AG ist heute die Hauptniederlassung mit Sitz in Genf, Schweiz.

## Staatsbürgerschaft
Obwohl Rich glaubte, dass er seine US-Staatsbürgerschaft verloren hatte, als er die spanische Staatsbürgerschaft annahm, entschied ein Berufungsgericht 1991, dass Rich nach US-Recht Staatsbürger der Vereinigten Staaten geblieben war und daher weiterhin der US-Einkommensteuer unterlag. Er besaß außerdem einen belgischen, bolivianischen und israelischen Pass.

## Als Philanthrop
Rich war ein starker Förderer Israels und hat im Laufe seines Lebens rund 150 Millionen USD an Institutionen wie das Israel-Museum, das Tel Aviv Museum of Art, Forschungszentren, Theater sowie zahlreiche andere Empfänger in Israel gespendet.
Rich spendete mehrere Millionen USD für die Aufnahme jüdischer Einwanderer aus Äthiopien und Russland. Er beteiligte sich am Project Discovery, gründete einen Museumstrakt für israelische und internationale Kunst im Namen seiner verstorbenen Tochter Gabriela. Außerdem trug er zur Errichtung des neuen Gebäudes des Tel Aviver Kinos namens „Marc Rich Israeli Cinema Center“ und zur Errichtung der Hauptbibliothek an der IDC Herzliya University bei, welche seinen Namen trägt. Rich setzte sich auch für die Koexistenz zwischen Israelis und Palästinensern ein, indem er Gesundheits- und Bildungsprogramme im Westjordanland und im Gazastreifen einrichtete. Des Weiteren leistete er Beiträge an das Center for Sloan-Catherine, das Medizinische Forschungszentrum der Universität Yale, das Rabin Medical Center und das Zentrum des Dana-Farber Cancer Institute. Marc Rich schuf die Rich Foundation, einen der größten in Israel tätigen Fonds, welcher von Avner Azulay verwaltet wird. Durch den Fonds wurden in den letzten zwei Jahrzehnten mehr als 135 Millionen USD investiert. Gegründet wurde der Fonds von Avner Azulay mit der Hilfe von Richs Ex-Frau Denise und seinen Geschäftspartnern Elka Acle und Pincus Green. Der Fonds hat im Laufe der Jahre Beiträge für Kultur, Bildung und verschiedene israelische Gesundheitsprogramme geleistet. Rich half auch beim Bau des Bioengineering-Gebäudes an der Bar-Ilan-Universität.

## Die Marc Rich Collection im Kunsthaus Zürich
Aus Anlass des 150. Geburtstags der Fotografie schenkte Marc Rich 1989 dem Kunsthaus Zürich eine eigene Fotosammlung. Es handelt sich vorwiegend um schwarz-weiße historische Abzüge, welche die Entwicklung der klassischen künstlerischen Fotografie von Ende des 19. Jahrhunderts an repräsentieren. Die Collection bildet den Grundstock für den Sammlungsbereich der klassischen, künstlerischen Fotografie des bedeutenden Zürcher Kunsthauses.
Ihr Bogen spannt sich von den Pionieren der Frühzeit (William Henry Fox Talbot, Charles Marville) über den Piktorialismus der „Photo-Secession“ (Alfred Stieglitz, Edward Steichen), die „Straight Photography“ (Paul Strand, Edward Weston, Ansel Adams) bis zu Surrealismus, Konstruktivismus und Bauhaus (Man Ray, László Moholy-Nagy) und dem poetisch-dokumentarischen Realismus der Mitte des 20. Jahrhunderts (Henri Cartier-Bresson, Robert Frank).

## Die Schweizerische Stiftung für den Doron-Preis
Die Schweizerische Stiftung für den Doron-Preis wurde 1986 von der Marc Rich Gruppe gegründet und zeichnet jährlich überdurchschnittliche persönliche, uneigennützige und erfolgreiche Leistungen auf den Gebieten der Kultur, des Gemeinwohls und der Wissenschaften aus. Jährlich werden zwei Preisträger gewürdigt. Im Jahr 2007 erhielten das Schweizerische Jugendschriftenwerk (SJW) und die Spitalclowns der Stiftung Theodora den Doron-Preis, der mit je 50.000 Schweizer Franken dotiert ist.
Die Rich-Stiftungen unterstützten bis heute weltweit rund 4000 Non-Profit-Projekte mit über 135 Millionen USD.

## Auszeichnungen
Im Mai 2007 erhielt Marc Rich einen Ehrendoktortitel der Bar-Ilan-Universität in Ramat Gan. Die zweitgrößte israelische Universität begründete die Verleihung mit Marc Richs jahrzehntelangem finanziellen Engagement für die medizinische Forschung zur Bekämpfung der Leukämie und den Projekten seiner Stiftungen zur Völkerverständigung. Die gleiche Ehre wurde ihm am 18. November 2007 von der Ben-Gurion-Universität im Negev, Beʾer Scheva, Israel, zuteil. Einen Preis für soziales Engagement erhielt Rich als Gründer der Rich-Stiftungen (Sheba Humanitarian Award 2008).